# Orde van Sint-Joris (Bourgondië)
De Orde van Sint Joris werd in 1390 in het vrijgraafschap Bourgondië door ridder Philibert van Miolans gesticht. Men noemt deze ridderorde ook "Orde van Rougemont". De ridderorde had 27 adellijke ridders. De orde ontleent haar ontstaan aan de relikwie van de heilige Joris dat door de stichter meegenomen was uit het Midden-Oosten. De relikwie werd in een speciaal daarvoor gebouwde kapel bewaard en was van belang voor de Bourgondische adel omdat Sint Joris de patroonheilige van de ridders is.
Het hoofd van de orde werd tot 1569 "batanier" genoemd, later werd hij als "gouverneur" aangeduid. Anders dan veel andere ridderorden uit de 14e en 15e eeuw heeft deze orde eeuwenlang bestaan. Zij werd in 1485 hervormd, waarbij werd vastgelegd dat de leden 16 kwartieren moesten kunnen aantonen, wat wil zeggen dat al hun betovergrootouders van adel moesten zijn geweest. Dat gold ook voor de "Dames van Rougemont", een damesorde die met de orde verbonden was. De orde bestond nog tijdens de regering van de in 1715 gestorven Lodewijk XIV maar verdween in de 18e eeuw. Er zijn bronnen die het jaar 1824 noemen als dat van de opheffing van deze eeuwenoude orde.
In de 20e eeuw werd een nieuwe "Equestre Apostolique de Saint-Georges de Bourgogne" ingesteld die op 14 maart 1929 door een Franse notaris geregistreerd werd. Dat betekent niet meer dan dat de naam beschermd werd en niet dat de Franse staat de instelling goedkeurde. Deze orde heeft een korte bloeiperiode gekend en raakte al voor de Tweede Wereldoorlog weer in vergetelheid.
Een nieuwe orde "leende" de naam Ordre Equestre Apostolique de Saint-Georges de Bourgogne en plaatste zich onder bescherming van een aantal Oosterse patriarchen, met name die van Antiochië. In het Belgisch staatsblad van 17/05/2005 onder nr: 873 814 005 Rechtsvorm vereniging zonder winstoogmerk: het idee van een christelijke ridderlijke orde bewaren en de oude tradities voortzetten.
Ackermann vermeldt de oude ridderorde als een historische orde van Frankrijk.